# Панаир на книгата в Улан Батор
Панаирът на книгата Улан Батор се организира всяка година – пролетен през май и есенен през септември.
В това събитие участват над 300 автори и над 120 издателства и свързани организации. Това събитие се организира от културния отдел на града и Министерството на образованието.
Този книжен панаир позволява на читателите да се запознаят с най-новите книги, да се срещнат с автори и да присъстват на техни разговори за книги, да се свържат в мрежа и да разширят своя културен опит.
По време на панаира на книгите също се провеждат продажби и обмен на стари книги.